# Mercato dell'arte

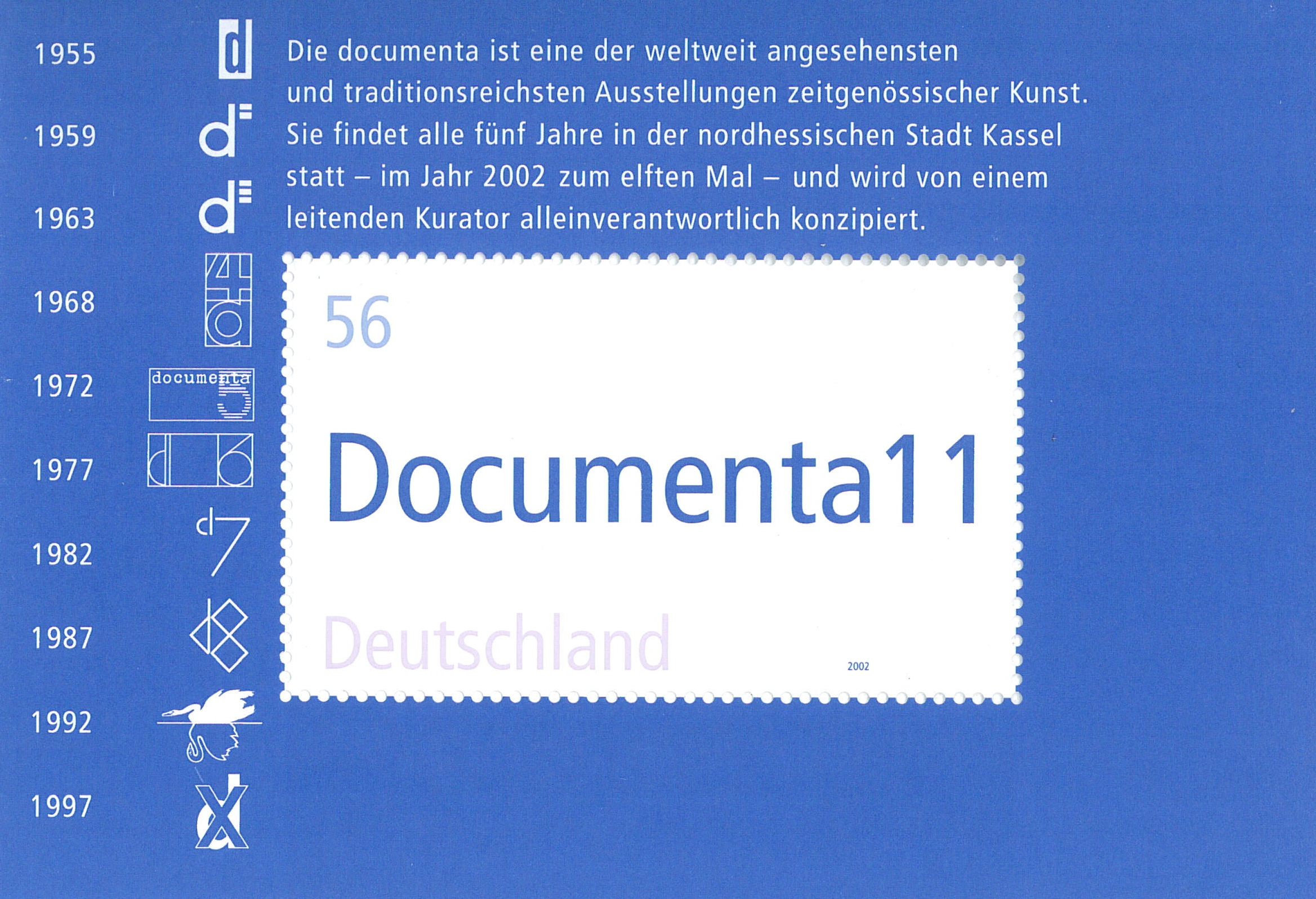
Francobollo delle Poste tedesche dedicato a Documenta11, 2002

Il mercato dell'arte o, meglio, i mercati dell'arte sono composti da artisti, acquirenti e mediatori o distributori. "Dal punto di vista delle teorie economiche, l'opera d'arte è vista come una merce del tutto particolare", basata principalmente su unicità e irriproducibilità.
Il campo artistico aggiunge ai normali mercati proprietà identificative e modalità funzionali proprie; "in un universo digitale in cui i beni culturali possono essere facilmente clonati, l'unicità dell'opera d'arte assume un valore paragonabile a quello del patrimonio immobiliare. Le opere vengono considerate come investimenti sicuri, (...) apportando una 'maggiore liquidità' nel mercato".
Inoltre si fa riferimento a "mercati" dell'arte poiché il plurale è diventato una conventio ad includendum in grado di includere fenomeni eterogenei, analizzabili da metodi che distinguono i vari elementi delle diverse forme di regolazione delle transazioni.
"La grande espansione del mercato dell'arte" è dovuta a vari fattori, a partire dall'accresciuta popolarità dell'arte: "l'innalzamento del livello medio d'istruzione comporta un maggiore interesse per i beni culturali più complessi, (...) la crescita di una cultura visiva (...) comporta una maggiore capacità di apprezzare il significato di un'immagine. (...) Infine, in un'epoca di globalizzazione, l'arte ha il vantaggio di varcare facilmente i confini (...). Paradossalmente, un'altra ragione per cui l'arte attira l'attenzione del grande pubblico è il fatto che sia diventata così costosa. Le quotazioni stratosferiche riportate a caratteri cubitali sui giornali contribuiscono a diffondere la concezione dell'arte come bene di lusso e come status symbol. (...) Il numero di persone che non si limita a collezionare, ma tende ad ammassare enormi quantità di opere d'arte, è passato da alcune centinaia ad alcune migliaia" tra la fine del XX e l'inizio del XXI secolo.
Soltanto di recente i mercati dell'arte sono diventati oggetto di studio da parte di esperti di vari settori, dopo decadi di imbarazzo e di omissioni dovute al contrasto fra la "nobiltà" dell'arte e il "vile" commercio: la convinzione, definita "pessimismo culturale", che il commercio corrompa la cultura, tende a stemperarsi dopo gli anni Sessanta del Novecento, quando la proliferazione di musei d'arte contemporanea e il coinvolgimento dei loro direttori nell'ambito delle strategie del mercato rafforzano le quotazioni delle opere e la costruzione delle carriere degli artisti. Di conseguenza, se in passato la considerazione dell'opera d'arte come prodotto commerciale sembra esulare da una corretta analisi di storia dell'arte, "lo studio dell'interconnessione fra valore artistico e valore economico è di fondamentale importanza per comprendere il senso complessivo della produzione artistica".
Del resto fin dal Rinascimento le forze economiche hanno influito su arte, letteratura e musica occidentali, e anche il contesto storico e socio-culturale è fondamentale per la comprensione e l'apprezzamento di un'opera d'arte.

## Storia
La produzione e il consumo di opere d'arte, oggetti di lusso e servizi sono stati la spina dorsale delle economie pre-industriali.
Nelle varie epoche diversi tipi di mercati hanno formato le arti in maniere radicalmente diverse. La crescita del mercato dell'arte è parallela ai cambiamenti nella committenza e produce una differenziazione della produzione artistica: nel tempo la crescente rete di scambi fa preferire quadri e piccole sculture agli affreschi, poiché gli acquirenti cercano opere che si possano possedere, trasportare e rivendere come beni.
La rivoluzione commerciale del tardo Medioevo e del Rinascimento non stimola soltanto la richiesta di opere d'arte, ma mette anche a disposizione materiali appropriati per la creazione artistica, attraverso il progresso tecnologico. L'introduzione della stampa ad esempio favorisce anche la commercializzazione di tipi di carta più durevoli. Nel XV secolo i disegni diventano opere dalla completa dignità artistica, custoditi o venduti per il guadagno, grazie anche agli schizzi di Pisanello e Leonardo. Le stampe diventano così beni artistici collezionabili e commerciabili.
"Nel campo delle stampe è chiarissimo che l'invalere dell'uso da parte dell'incisore di firmare - o di siglare, o di contrassegnare con un emblema, per esempio il caduceo, come fa Jacopo de' Barbari - va di pari passo con l'incremento del mercato organizzato, ossia è una conseguenza del fatto che le stampe nella maggior parte del casi sono eseguite non dietro commissione o per qualcuno in particolare - tanto è vero che quando si vorrà evidenziare un eventuale destinatario particolare si ricorrerà a vistose iscrizioni con dedica - ma per un mercato generico dal quale per imporsi è indispensabile farsi riconoscere". Dopo la morte di Raffaello il mercato delle stampe che riproducono le sue opere si moltiplica; il nome dell'artista viene apposto talvolta soltanto nella seconda edizione delle incisioni, poiché favorisce il successo degli stampatori.
Nel Rinascimento fiorentino le famiglie prestigiose sono in competizione per la migliore decorazione di spazi nelle chiese e tale competizione, unita alle mostre pubbliche, rafforza il crescente interesse nella pubblicità che attrae i compratori. Le esposizioni pubbliche nascono durante le festività religiose, inizialmente composte da opere commissionate poco prima dalle chiese e dai conventi. Con il tempo tuttavia le opere esposte si affrancano da commissioni e soggetti religiosi, assumendo uno scopo prevalentemente commerciale. L'esposizione si evolve nella vendita diretta ai clienti interessati.
Nel XVI secolo, quando Firenze e l'Italia perdono la posizione di relativa supremazia economica a causa del coinvolgimento nelle guerre di Francia e Spagna, che esauriscono le risorse economiche della città, le vie del commercio vengono ostacolate o chiuse. Del resto la scoperta dell'America, insieme alla caduta di Costantinopoli nel 1453, iniziano il processo di spostamento delle vie commerciali. All'inizio del XVI secolo Roma subentra quale più importante fonte di committenza rispetto a Firenze, come dimostra la diaspora dei maggiori artisti dell'epoca.

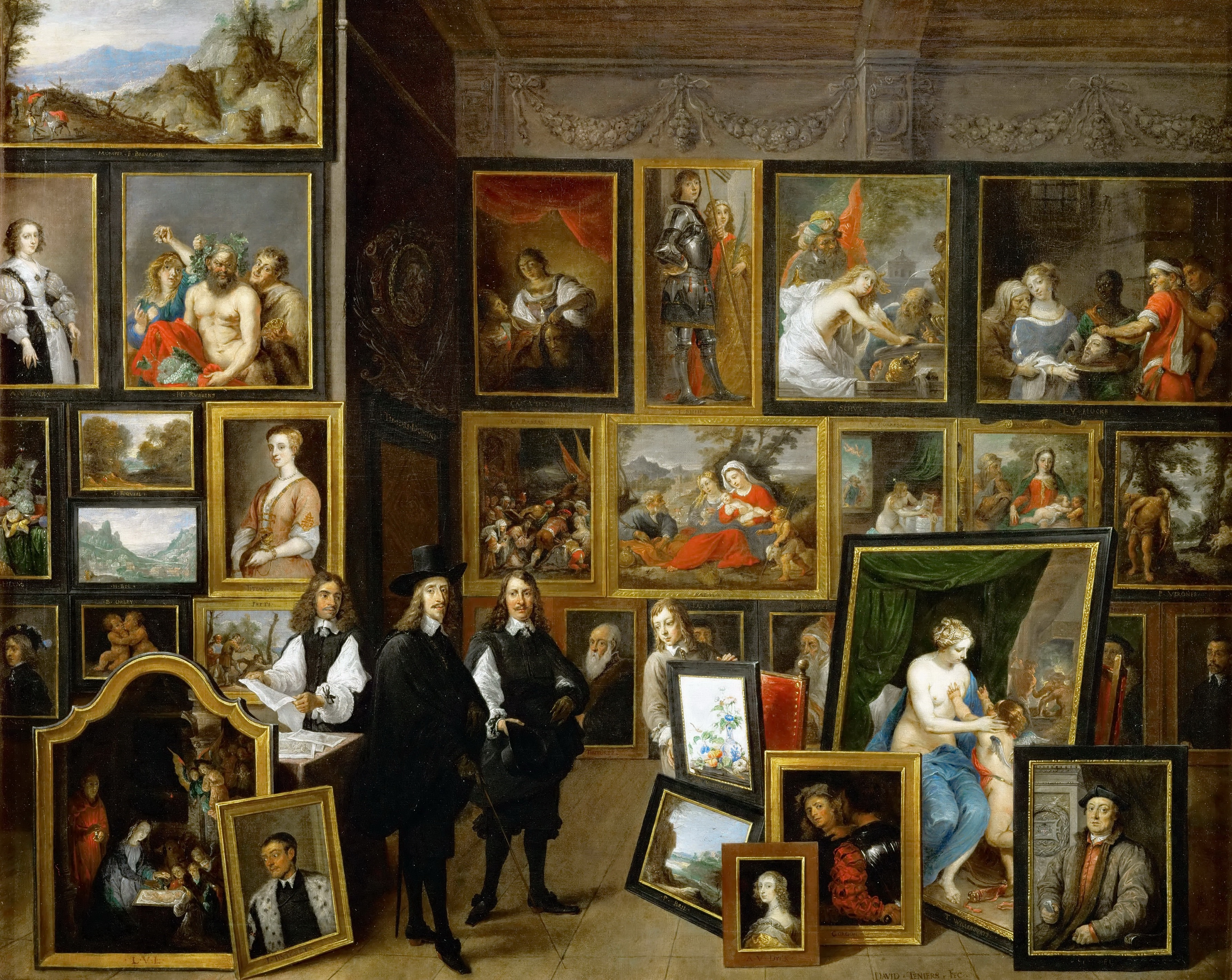
David Teniers il Giovane, Archduke Leopold Wilhelm and the artist in the archducal picture gallery in Brussels, 1653

Al declino del Rinascimento fiorentino corrisponde anche uno spostamento della supremazia economica e artistica verso i Paesi Bassi, dove la fioritura artistica inizia nel XV secolo: dipinti, stampe e porcellane olandesi diventano gli oggetti di maggiore esportazione in Europa. Si forma una classe altoborghese forte per il mercato dell'arte, anche se persone di ogni ceto sociale comprano quadri, magari di qualità minore: dagli anni Novanta le tendenze negli acquisti del pubblico olandese portano ad un accumulo senza precedenti di opere d'arte. In seguito anche "l'età dell'oro" olandese cade vittima della guerra e del declino economico, quando con la guerra degli anni Settanta contro Francia e Inghilterra la situazione economica ristagna e le tasse si alzano, e il mercato dell'arte crolla.
Nel XVIII secolo si stabiliscono mercati dell'arte attivi in diverse città europee, senza che dominino un centro né uno stile. Inoltre si affacciano mercati di nuovi continenti, quello americano in particolare, e l'importazione di porcellane cinesi determina la ripresa degli scambi con l'Oriente. Con l'inizio della Rivoluzione industriale un ruolo di crescente importanza nei mercati dell'arte viene assunto dalla borghesia, di cui costituisce esempio Josiah Wedgwood.
"La struttura del mercato dell'arte contemporanea, basata sul sistema delle gallerie private, nasce in Francia negli ultimi decenni dell'Ottocento in opposizione alla chiusura e alla rigidità dell'organizzazione ufficiale delle arti plastiche dominata dall'Académie des beaux-arts".
Fin dall'inizio del XIX secolo la relazione fra economia e cultura comincia a proporsi anche in termini critici, ma la letteratura economica del XIX e degli inizi del XX secolo affronta l'argomento con superficialità e parzialità, attraverso scritti animati da scopi polemici, oppure semplici commenti ai risultati delle aste.
Con l'istituzione dei Salon si moltiplicano "le occasioni pubbliche di entrare in contatto con l'arte" e la "condivisione pubblica dell'arte" assume anche un "ruolo sociale e politico", nell'ottica di un "dialogo tra l'artista e il pubblico". In tale contesto l'artista si affranca dalla dipendenza dei collezionisti; con le vendite all'asta, inoltre, "si costruiscono luoghi deputati alle liquidazioni di intere collezioni", che favoriscono anche lo sfumarsi delle gerarchie sociali, come sottolinea lo stesso Gersaint.
Tuttavia ancora nel Settecento in Francia permane la situazione formatasi dal momento della fondazione dell'Accademia nel 1648: la carriera di un artista è posta sotto il rigido controllo accademico anche "dal punto di vista del successo commerciale" e l'avanzamento istituzionale è anteposto alle "strategie di autopromozione nel mercato libero". Indispensabile, in tale contesto, il successo al Salon affinché un artista venga "accettato dal gusto dominante del grande pubblico e, soprattutto, dell'alta borghesia (...) [con] ricaduta importante anche sulla vendita attraverso altri canali": a questa situazione verso la metà dell'Ottocento si ribellano gli "artisti innovatori che cercano di costruire la loro carriera nel mercato libero, in fase di sviluppo". La svolta ha inizio nel 1855, con il Pavillon du Réalisme che Gustave Courbet installa davanti all'Esposizione Universale di Parigi, e che precede il Salon des Refusés e le azioni degli artisti indipendenti, di cui Manet è capofila.

Gustave Courbet, L'atelier du peintre, 1855

Il mercato dell'arte francese in crescita viene accompagnato da altre opportunità d'intrattenimento, come fiere o circhi, riunite sotto un unico tetto per la prima volta a Le Bon Marché. Le moderne tecniche di esposizione dei quadri sono ispirate dalle vetrine accattivanti dei negozi, a differenza della pratica prevalente in passato, ossia l'ammassare quanti più quadri possibile su di una parete. Gli impressionisti ritraggono i piaceri del tempo libero offerti dal capitalismo alla crescente classe media, come i cafè di Renoir o la danza di Degas. Come già nella Firenze rinascimentale e nei Paesi Bassi, la vitalità dell'arte si lega alla cultura capitalista della ricchezza e del consumismo. Inoltre nuove tecnologie forniscono ulteriore sostegno ai pittori francesi, come ad esempio l'attrezzatura per dipingere all'aperto. Soltanto con gli impressionisti gli stili sponsorizzati dal mercato competono con quelli sponsorizzati dal governo.
Nell'ultimo decennio dell'Ottocento gli impressionisti creano una rete internazionale in collaborazione con i loro critici, i primi collezionisti e il loro principale mercante, Paul Durand-Ruel. Quest'ultimo "rappresenta il prototipo del nuovo mercante innovatore, allo stesso tempo sul piano delle scelte artistiche e su quello delle strategie commerciali". Le "caratteristiche innovative della sua attività" sono l'interesse "per la valorizzazione di una nuova pittura non ancora richiesta dal mercato", la volontà di monopolio sulla produzione artistica degli impressionisti "attraverso l'accumulazione di opere in magazzino e la stipulazione di contratti", l'allestimento di una serie di mostre personali, l'apertura di proprie filiali all'estero e la "valorizzazione critica della nuova arte attraverso la fondazione di riviste".
Anche i mercanti Ambroise Vollard e Daniel-Henry Kahnweiler sono fra gli altri iniziatori di questo sistema, che acquista grande vigore soprattutto nei primi due decenni del Novecento, fino al punto di "neutralizzare e imborghesire le tensioni più vitali delle ricerche d'avanguardia. Contro tale tendenza reagiscono le nuove avanguardie del dopoguerra, tra cui i dadaisti e poi, in forma organizzativa e teorica più efficace, i surrealisti". Già per Baudelaire "l'unica possibilità per l'arte di rimanere autentica e sopravvivere alla civiltà capitalista" è quella di non contrapporre l'oggetto unico a quello in serie, bensì di far assumere ad esso "le caratteristiche dell'oggetto merce, autonegando la componente tradizionalmente artistica di opera originale": proposte in tal senso provengono da Marcel Duchamp e, più tardi, da Marcel Broodthaers e Piero Manzoni.
Negli anni Venti le istituzioni del moderno mondo dell'arte sono già attive, in particolare con Picasso, il quale incarna il nuovo approccio al marketing: la fama e la ricchezza raggiunte in breve tempo gli consentono di scegliere tempi e soggetti e di orchestrare campagne di autopromozione. Picasso è il primo pittore a diventare una celebrità mediatica nel mondo occidentale, e utilizza i mass media per cementare la propria libertà artistica. Analogo utilizzo dei media è quello effettuato più tardi da Warhol; la denominazione "The Factory" sottolinea il legame fra la produzione artistica e quella industriale.
Dopo la "crisi economica degli anni Trenta, innescata dal crollo della borsa di New York nell'ottobre 1929", e la grave depressione del sistema dell'arte, "durante la guerra il mercato riprende quota". Le opere d'arte infatti rappresentano un "bene rifugio contro l'inflazione e fuori da controlli fiscali". "Nel dopoguerra e negli anni Cinquanta il mercato in Francia riparte con notevole vitalità. Tuttavia, gli sviluppi più importanti sono quelli del sistema delle gallerie di New York, che si avvia a diventare il centro mondiale dell'arte contemporanea", dopo "la nascita della cultura d'avanguardia americana" e lo sviluppo "del sistema mercantile e museale ad essa connesso" innescati dall'Armory Show del 1913. Infatti "il sistema connettivo economico dell'arte, ovvero il suo mercato (...), è l'elemento più facilmente rinnovabile: poiché il commercio si dirige dove ci sono i mezzi, il desiderio e la volontà di usarli a questo scopo, era giocoforza che il sistema dell'arte, a partire dalle sue ragioni economiche, si trasferisse nell'unico luogo in cui queste condizioni potevano manifestarsi, vale a dire gli Stati Uniti", dove emigrano anche molti artisti europei.
Inoltre, già a partire dalla metà degli anni Cinquanta il Giappone si affaccia sulla scena dell'arte "come produttore di cultura in fondo compatibile con la cultura occidentale". Si allarga in tal modo "l'orizzonte mondiale", che nel nuovo millennio si estende ad altri Paesi e continenti, fino a raggiungere la globalizzazione favorita "dalla circolazione vorticosa, istantanea e simultanea delle informazioni e delle idee", in seguito alla "diffusione planetaria di Internet".
L'Italia invece, "almeno fino agli anni Cinquanta-Sessanta", occupa una posizione relativamente marginale "rispetto al sistema internazionale del mercato dell'arte contemporanea", in particolare per la protratta "assenza di strutture mercantili adeguate", la cui unica alternativa sono le esposizioni e i mercanti esteri, fra cui soprattutto Goupil. Una svolta avviene grazie al divisionismo, che a Milano favorisce l'evoluzione della pittura italiana e del mercato, nel quale divengono protagonisti i fratelli Grubicy, in particolare Vittore. Con la nascita della Biennale di Venezia, nel 1895, viene data vita "a una rassegna periodica di confronto fra le principali tendenze artistiche dei vari paesi" e si creano "le condizioni per la nascita e lo sviluppo di un nuovo centro del mercato dell'arte contemporanea", che soltanto negli anni Sessanta "cessa l'attività di vendita gestita direttamente". Alla Biennale di Venezia si aggiunge nel 1931 la Quadriennale di Roma, all'interno della quale si svolge "una parte consistente delle vendite". Roma diviene così uno dei centri principali del mercato dell'arte contemporanea, insieme a Milano, che dopo la seconda guerra mondiale si apre progressivamente all'arte internazionale, così come Torino.
In generale, nel mondo occidentale nel corso degli anni Ottanta un insieme di fattori - "maggiore circolazione di denaro, aumento di relazioni economiche internazionali, crescita di una fascia abbastanza giovane di nuovi ricchi, divenuti tali attraverso la finanza" - contribuisce alla percezione dell'arte come status symbol in quanto rappresenta "l'idea di esclusività massima e al contempo di popolarità", ossia diviene "un prodotto popolare (...) e al contempo elitario, perché la frequentazione è sostanzialmente gratuita, ma il possesso no, ed è quest'ultimo a conferire prestigio. Come tutti i prodotti di lusso, deve essere sufficientemente diffusa per essere conosciuta, e sufficientemente inarrivabile, cioè costosa". Salgono così le quotazioni degli artisti più noti, e in breve tempo la "struttura fatta di conoscenza, di studio, di passione" crolla "di fronte all'irruzione del denaro": "nel giro di pochissimi anni l'arte contemporanea è diventata un business". "Infatti, l'arte contemporanea è un prodotto infinitamente più disponibile dell'arte antica e in più si rinnova continuamente, consentendo così di rispondere a una domanda sempre più vasta, a mano a mano che (...) nuovi territori - e nuovi capitali - vengono coinvolti". Per tale motivo "i grandi numeri di visitatori di mostre si realizzano sempre quando ci si trova di fronte ad artisti o movimenti del passato", mentre "i grandi capitali si muovono per l'arte contemporanea".

### Nuovi sviluppi
In generale la tecnologia ha sempre favorito l'arte. Agli albori della storia dell'arte i materiali molto costosi costringono gli artisti a cercare guadagno immediato tramite commissioni e vendite.
Con la globalizzazione gli artisti più affermati lavorano per una clientela internazionale; grazie alle nuove tecnologie le maggiori case d'asta utilizzano lavagne elettroniche per convertire le valute.
Inoltre "nel corso del 2018 le tecnologie di Intelligenza artificiale hanno fatto il loro primo ingresso nel mondo dell’arte e dei beni da collezione". Il 25 ottobre 2018 viene battuta all'asta da Christie's a New York "un'opera d’arte interamente creata dall'intelligenza artificiale", che viene accolta senza pregiudizi dal mercato internazionale. Un'altra applicazione "dell'Intelligenza artificiale al mondo dell'arte riguarda la promozione degli artisti e delle loro opere per favorire il loro ingresso sul mercato".
Al contrario "la crescita del canale online, strumento ormai consolidato a disposizione delle case d'asta per raggiungere i propri clienti, ha conosciuto nel 2018 una battuta d'arresto. (...) Questo rallentamento è contrario a quanto si registra in altri settori commerciali, dimostrando una più accentuata difficoltà a convogliare l'attenzione degli acquirenti di beni da collezione verso le piattaforme digitali di compravendita". Infatti, se da un lato "l'online garantisce diversi vantaggi agli acquirenti, che possono avere accesso a vendite che si svolgono dall'altra parte del mondo o partecipare in streaming alle aste, (...) dall’altro sono molti ad additarne la scarsa trasparenza, soprattutto con riferimento ai prezzi (...), in particolar modo (...) per il mercato primario (...), spesso caratterizzato dalla contrattazione caso per caso. Nel tentativo di accrescere il livello di trasparenza e ridurre l'asimmetria informativa, sono state di recente avviate numerose iniziative volte a sperimentare soluzioni e strumenti tecnologici nel mercato dei beni da collezione e, in particolare, nelle vendite all'asta (...). Cresce quindi l'attenzione del mondo dell'arte per strumenti quali criptovalute e blockchain". Infine "i social media continuano ad attrarre crescente interesse", divenendo "canale ormai consolidato anche da parte di operatori e case d'asta, non soltanto al fine di sviluppare il mercato e raggiungere nuovi potenziali clienti, ma anche di richiamare l'attenzione in caso di opere di particolare qualità e attrarre i più giovani". Tramite Internet è infatti possibile "acquistare facilmente opere di valore medio-basso" e di conseguenza si riduce "l'età media dei collezionisti".

### Gli studi
The Political Economy of Art, pubblicato da John Ruskin nel 1857, influenza i primi storici dell'arte, ma viene in genere frainteso e male accolto dagli studiosi di economia, a causa della sensibilità – "o insensibilità" – dell’epoca, rivolta alla soddisfazione di necessità più impellenti. I valori individuati nel mondo dell’arte sono infatti giudicati incomprensibili, non produttivi, irrazionali, puramente spirituali: all’opposto insomma di quelli della politica economica. Nella nuova società la cultura viene relegata al dibattito fiscale e alle anonime questioni parlamentari: la considerazione dell’anti-economicità per eccellenza delle opere d’arte alimenta la percezione negativa e determina la perdita d’interesse da parte degli studiosi. Soltanto a metà degli anni Sessanta la relazione fra cultura ed economia assume nuovi connotati attraverso una valutazione concreta di mercati, produzione e consumo culturale. Da un lato l’ampliamento semantico progressivo dell’idea di beni culturali, dall'altro la scoperta della cosiddetta malattia dei costi individuata da William Baumol favoriscono la nascita della "economia culturale", e le istituzioni devono riconsiderare le proprie responsabilità in termini di gestione, valorizzazione economica e divulgazione del patrimonio culturale.
Sul versante opposto gli storici dell'arte inizialmente soltanto di rado si occupano di questioni economiche; fanno eccezione alcuni studiosi tedeschi, fra cui Henry Thode, che estendono l'interesse a mecenati, istituzioni, ai processi e alle tecniche di produzione, ai tipi di contratti e alle dimensioni socio-professionali dell’attività artistica. In seguito altri studiosi di storia sociale, fra cui Arnold Hauser, cercano di gettare luce sulla relazione fra arte, economia e società, risentendo dell'influenza marxista.
Se Ernst Gombrich suggerisce lo studio della cronaca dei cambiamenti delle condizioni materiali in cui l’arte è stata prodotta nel passato, pur essendo convinto che non ci sia un rapporto di dipendenza fra determinate forme artistiche e specifiche strutture sociali, in genere la storia dell’arte si incrementa con studi specializzati su temi più circoscritti e relativi all’investigazione dello stato sociale e delle condizioni di vita degli artisti, che si affiancano a quelle di musei, accademie e istituzioni di mediazione. Soltanto nella seconda metà degli anni Settanta la storia dell’arte si incrementa con argomenti di natura economica, di ambito della cultura materiale: dalle relazioni fra intenditori, collezionisti e intermediari, alle connessioni fra provvedimenti di tutela e dinamiche commerciali, alle politiche di acquisizione dei musei, alla produzione di copie e di falsi. Negli anni Novanta i mercati dell’arte iniziano a suscitare interesse anche fra gli studiosi di arte medioevale e moderna.
In altri campi, Pierre Bourdieu e Jean-Joseph Goux studiano le "economie dei beni simbolici", Jean Baudrillard investiga la "economia politica del segno" e descrive le basi economiche del collezionismo.
Infine anche la componente giuridica svolge un ruolo essenziale nelle dinamiche dei mercati dell'arte, a causa dell'impatto delle varie delibere legislative sull'equilibrio commerciale nel tempo e nelle diverse realtà geopolitiche. Esempi sono forniti dalle soppressioni di ordini religiosi o dalla crisi dell'aristocrazia, che influiscono sulla committenza, o da saccheggi e invasioni di eserciti - da Napoleone a Hitler -, dalle confische o dalle rivoluzioni. Notevole, infine, il ruolo svolto dalla legislazione sulla tutela del patrimonio culturale.

## Definizione
Il mercato dell'arte è definibile sia "in senso largo" che "in senso stretto": nel primo caso include tutti i tipi di scambi, merci, servizi, attori e azioni economicamente rilevanti e funziona come sinonimo dei termini "campo" o "settore". Nel secondo caso, invece, comprende le categorie di transizione non immediatamente classificabili come relazioni di committenza o di vendita di articoli non commissionata da un cliente: gli affari di intermediari di professione o dilettanti, agenti e fiduciari, battitori d'asta ed esperti che interrompono e spersonalizzano le relazioni fra produttori e consumatori, e l'acquisto di opere di artisti deceduti.

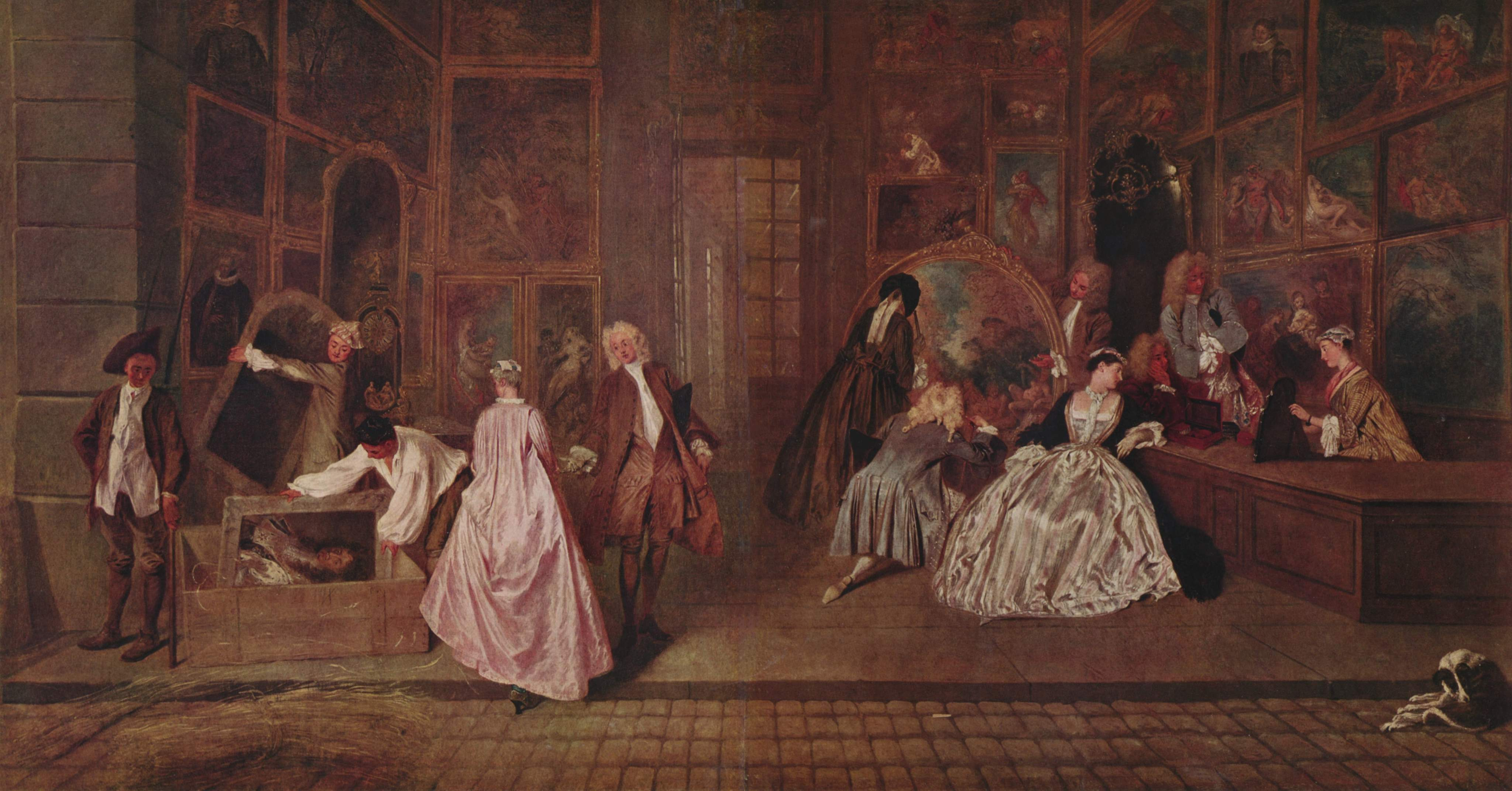
Antoine Watteau, L'Enseigne de Gersaint, 1720

Si distingue tra mercato primario e mercato secondario: "il mercato primario dell'arte significa arte proveniente direttamente dall'artista, messa in vendita per la prima volta. Il mercato secondario è la rivendita: l'acquisto, la vendita e lo scambio tra collezionisti, galleristi e musei".
L'utilizzo del plurale "mercati" è tuttavia dovuto soprattutto alla decisione di estendere le transazioni a tipi di merci e servizi che vanno oltre i confini della triade vasariana arte del disegno (pittura, scultura, architettura). Tale scelta metodologica ha determinato l'inclusione di generi a lungo periodo considerati estranei al mondo dell'arte e relegati ai domini periferici del lusso, ossia le cosiddette arti minori, o applicate, oppure l'artigianato.
Il mercato dell'arte, al suo livello più alto, tende a fiorire nelle società commerciali con ricchi collezionisti e committenti. Inoltre pittura e scultura, rispetto ad altre espressioni artistiche, tendono a concentrarsi maggiormente nelle città. La città incoraggia una concentrazione di compratori ricchi con gusti sofisticati presi di mira dalle reti di distribuzione come gallerie, mercanti e case d'asta. Gli artisti si trasferiscono nelle città anche per studiare e imparare dai colleghi, specialmente nelle epoche passate. Inoltre nelle città più facilmente avvengono le rivoluzioni tecnologiche, le quali spesso precedono e stimolano le rivoluzioni artistiche, data la dipendenza delle arti dai materiali disponibili.
In epoca di globalizzazione, "il mondo dell'arte contemporanea si configura come un'aggregazione di sottoculture eterogenee, ma accomunate da un forte interesse per la produzione artistica. Si tratta di una realtà di dimensioni mondiali che tuttavia si manifesta soprattutto in alcune capitali dell'arte come New York, Londra e Berlino".
Dal punto di vista del fruitore, "il mercato dell'arte è sempre stato considerato molto selettivo, dedicato ad intenditori e a chi avesse una disponibilità economica di rilievo. L'investimento in arte è sempre stato appannaggio dei più abbienti che (...) hanno utilizzato le opere d’arte come bene rifugio quando il mercato degli investimenti tradizionali non proponeva aspettative favorevoli per il futuro: il valore dei beni artistici sul lungo periodo tende sempre ad aumentare. Il tema della selettività rappresenta solamente una delle barriere all’ingresso del mercato dei beni artistici: l'arte è un settore complesso e sofisticato, ed è sempre stato considerato un mercato estremamente illiquido, in cui il profitto, nella maggior parte dei casi, potrà essere realizzato dopo decenni dall’acquisto di un’opera. È, inoltre, sempre stato considerato un mercato estremamente emozionale, dipendente dai giudizi critici, dalle mode e dal gusto personale. (...) Inoltre, la previa dimostrazione di autenticità e provenienza dell'opera e la necessaria intermediazione tra artisti e acquirenti di art dealer, professionisti, intenditori del settore, case d'asta e gestori patrimoniali, rendono il processo di investimento estremamente complesso, macchinoso e poco trasparente”.
Tuttavia "oggi non esiste più la necessità di avere a disposizione un ingente patrimonio: negli ultimi anni le barriere all'ingresso del mercato dell'arte si sono poste l'obiettivo di semplificare il più possibile l'interazione tra acquirenti e artisti e il macchinoso processo di investimento in arte".
Le opere d'arte contemporanea, in particolare, pur mantenendo la funzione peculiarmente estetica, assumono anche la funzione di "bene simbolico, il cui possesso è finalizzato all'accrescimento del prestigio dei proprietari" e la "funzione economica, collegata alla prima, che considera il prodotto artistico dal punto di vista del suo valore di scambio".
Dal punto di vista del produttore, un artista che dipende da un singolo committente è obbligato a rispettarne i gusti per ottenere un guadagno; al contrario un grande mercato, diminuendo i costi della produzione artistica, rende più libera l'espressione di qualsiasi tipo di arte, sia quello rivolto alle masse sia quello destinato agli intenditori, senza vincoli a dettami predeterminati. La difficoltà di entrare nel mercato e la ritrosia nei confronti dell'autopromozione costituiscono ostacoli per molti artisti, ostacoli cui gli intermediari possono in parte rimediare. Inoltre l'attività di distributori, intermediari, mercanti, galleristi, critici e case d'asta favorisce il mutare dei gusti e la diversità degli stili.

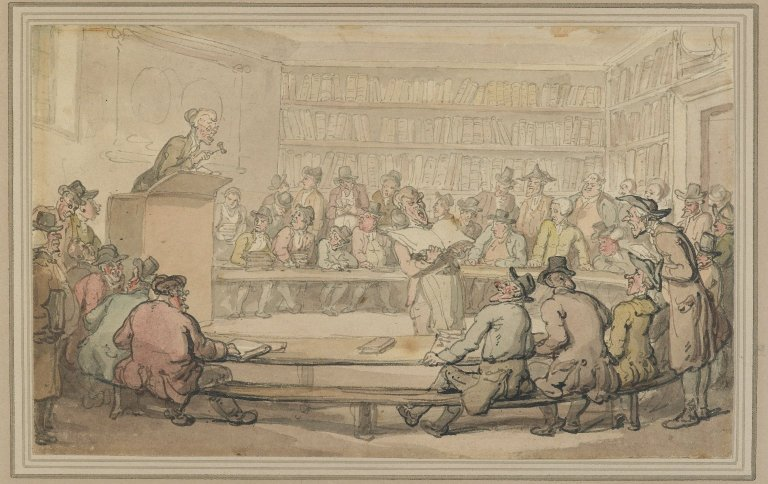
Thomas Rowlandson, A Book Auction at Sotheby's, 1810-1815

"Il fatto che un artista vivente ottenga delle buone quotazioni a un'asta consente al mercante d'arte che lo rappresenta di alzare i prezzi delle sue opere, ma il mercato può anche compromettere la carriera di un autore. Molti considerano le aste come un barometro del mercato dell'arte. Un artista può essere molto richiesto perché un museo importante gli ha appena dedicato una retrospettiva, ma ritrovarsi tre anni dopo a dover subire l'affronto di essere 'comprato dalla casa' perché le sue opere sono rimaste al di sotto del prezzo di riserva e non sono state vendute. Le case d'asta incoraggiano questi colpi di scena (...). Una quotazione da record sembra sancire la fama di un artista, mentre una vendita mancata diventa l'anticamera della fine". Analogamente l'acquisto da parte ad esempio di Larry Gagosian fa salire vertiginosamente i prezzi.
"Per definire il valore commerciale di un'opera d'arte contemporanea di un artista effettivamente presente sul mercato, si prendono normalmente in considerazione specifici fattori di ordine quantitativo e qualitativo, associati fra loro".
"L'acquisto delle opere d'arte al fine di investimento si basa, al momento, solo su strategie puramente quantitative che valutano i trend di crescita e i dati di vendita per i singoli autori, o per i movimenti pittorici a fianco a regole meramente empiriche, dove ad esempio i top ten dell'anno precedente sono sempre valutati un ottimo acquisto".
Il "rapporto fra il livello di qualità (riconoscimento storico-critico) e livello delle quotazioni non è affatto automatico e consequenziale (...) e (...) dipende soprattutto dal potere delle strutture mercantili e museali di promozione e distribuzione che stanno dietro a ciascun artista. Le più potenti sono naturalmente quelle al centro del sistema dell'arte e sono l'espressione della cultura dominante a livello mondiale". La notorietà "si alimenta e cresce progressivamente anche attraverso l'azione mediatica più allargata". Ciò è confermato dalle classifiche come il Kunstkompass.
Anche algoritmi dell'Intelligenza artificiale cercano di aiutare a trovare nuove soluzioni e risposte, combinando l'analisi qualitativa con quella quantitativa attraverso strumenti in grado di "suggerire le opere in asta che garantiscono un rendimento nel breve o medio periodo". Tali algoritmi posso valere per opere di arte moderna e contemporanea, ma perdono efficacia di fronte alle opere di arte classica e antica, nelle quali "i canoni di bellezza sono storicamente e universalmente riconosciuti ed è molto complicato avere suggerimenti diversi da quelli del senso comune".
"Il prezzo che un mercante d'arte chiede per un'opera di un nuovo artista si basa sulla reputazione della galleria e sulle dimensioni dell'opera piuttosto che su una qualsiasi valutazione della sua qualità. In realtà non si usa mai il termine 'nuovo' per definire un artista, bensì 'emergente', termine (...) che significa sconosciuto e, in senso relativo, non costoso". Valore estetico e quotazione commerciale non sempre vanno di pari passo; nella contemporaneità come in passato, e non sempre il prezzo è la vera misura dell'eccellenza o della bontà dell'arte.
Insieme alle recensioni su riviste specializzate, "i premi rappresentano tappe importanti che sanciscono il valore culturale [di un artista], gli conferiscono prestigio e segnalano la possibilità di una fama durevole". Inoltre "molti artisti che vendono bene alle aste sono anche imprenditori".
Esiste infine un mercato non ufficiale quale "conseguenza logica e inevitabile di uno stato di cose che nasce dalla natura specifica della merce-opera d'arte", costituito da diversi livelli in cui trovano posto ad esempio corniciai e mediatori di vario tipo. Del resto la "maggiore facilità di approccio al mondo dell'arte", che "ha certamente dischiuso le porte a un pubblico vastissimo", ha pure contribuito ad allargare "il numero dei potenziali collezionisti". Le opere sottratte "dai musei, dai palazzi e dalle chiese (...) alimentano un fiorente mercato privato destinato soprattutto all'esportazione".
"A differenza del mercato d'arte antica, dove la rarità delle opere è effettiva, nel caso dell'arte contemporanea, soprattutto con gli artisti viventi, questa rarità è (...) regolata artificialmente dalle specifiche strategie del sistema artistico".

## Il sistema dell'arte
L'arte è un dialogo continuo fra produttore e consumatore, dialogo che favorisce la formazione del gusto; in particolare "i protagonisti del mondo dell'arte si suddividono in sei categorie: gli artisti, i galleristi, i mercanti d'arte, i curatori, i critici, i collezionisti e infine gli esperti delle case d'asta". Le aste online, in particolare, favoriscono l'avvicinamento al mercato dei giovani collezionisti.

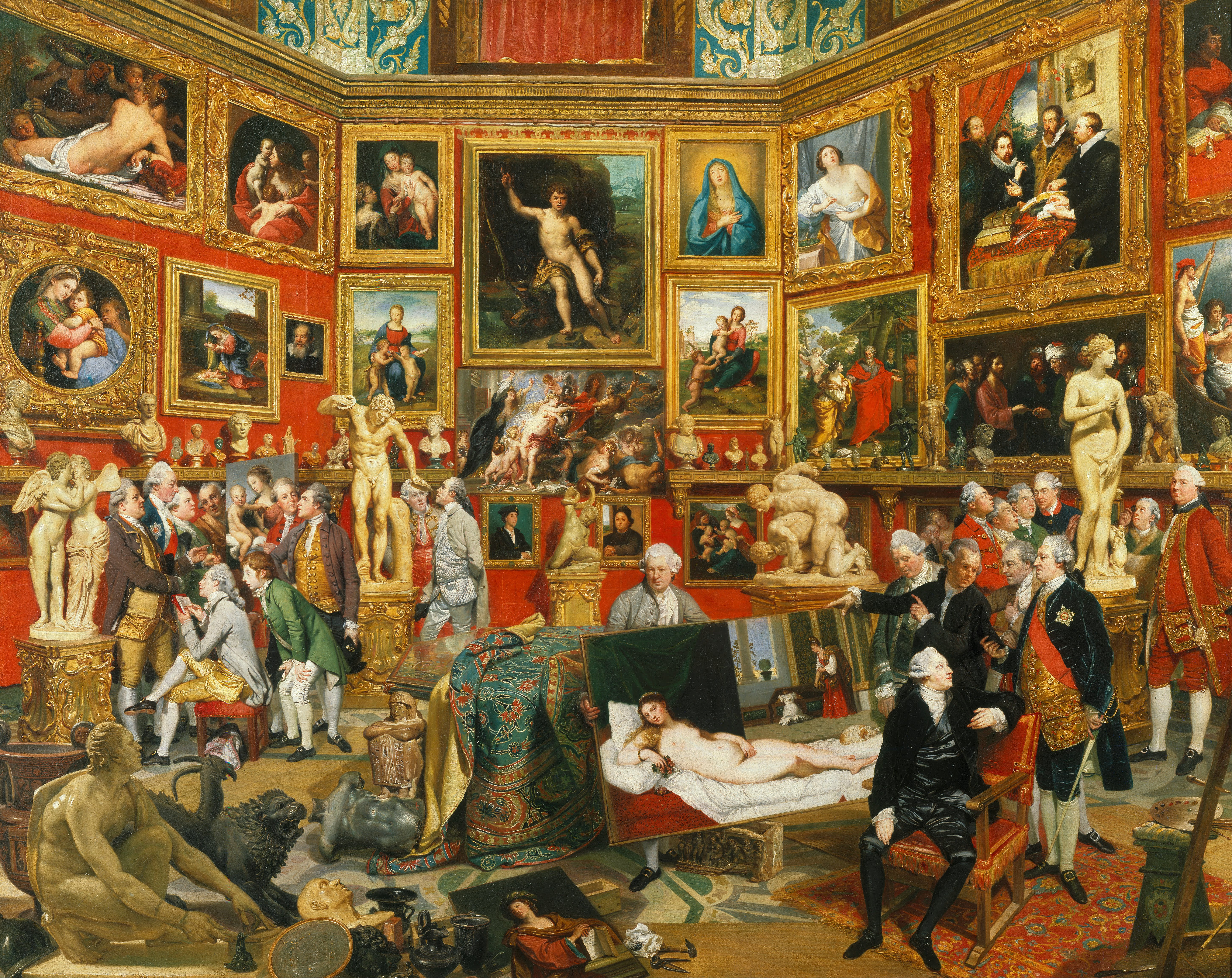
Johann Zoffany, Veduta della Tribuna degli Uffizi, 1776

Tali figure compongono il sistema dell'arte. "Il primo critico a utilizzare questa definizione è forse Lawrence Alloway, che nel 1972 pubblica su Artforum un articolo intitolato Rete: il mondo dell'arte descritto come un sistema. In Italia è Achille Bonito Oliva che ha cominciato a usarla poco dopo (Arte e sistema dell'arte, De Domizio, Roma 1975)".
Se pure la definizione è relativamente recente, essa indica una realtà già esistente in passato: "nel sistema dell'arte numerosi 'attori' sono coesistiti per secoli, coinvolti in una serie di transazioni che generavano prezzi ampiamente variabili". Infatti la conservazione e la divulgazione dell'arte sono sostenute dai meccanismi del mercato allo stesso modo della creatività. La produzione artistica non è un evento isolato, e richiede continua cooperazione sociale.
In particolare i contratti mostrano come, malgrado i cambiamenti di gusti e di mecenati, il sistema sia rimasto invariato dal Medio Evo fino alla metà del Settecento, specialmente in Italia, ma anche all'estero. Rispetto alla situazione attuale, in cui i dipinti degli antichi maestri hanno costi astronomici rispetto ad altri tipi di collezioni, nel passato anche più recente le valutazioni sono completamente differenti. Dal Quattrocento al Settecento spesso le cornici costano più dei dipinti, e ciò vale pure per altri oggetti, come le cinture o le spade. Fra l'altro la formazione in più settori dell'artigianato è molto diffusa fin dal Quattrocento fra gli artisti, che producono dipinti, pale d'altare o cicli di affreschi, insieme a candele o armature. Ad esempio Antonio del Pollaiolo e Verrocchio sono anche orafi; altri, fra cui Botticelli, dipingono cassoni e mobili o disegnano copertine per clavicembali o frontespizi di libri. Tali oggetti vengono pertanto considerati opere d'arte, prodotti spesso con la collaborazione di diversi specialisti, citati fra gli altri negli elenchi che nel 1675 registrano gli operatori dell'arte. Per tali motivi, dal punto di vista economico la distinzione rigida fra belle arti e artigianato a lungo risulta priva di fondamento, mentre l'analisi dell'intero contesto permette di identificare i meccanismi di trasmissione e raffinamento del mestiere anche attraverso lo studio del modo di vivere, dei processi di migrazione e di formazione professionale, delle forme istituzionali di incoraggiamento all'innovazione e di salvaguardia dei diritti d'autore.
Nel Seicento Giulio Mancini rivendica "il ruolo del gentiluomo per la valutazione della qualità estetica quanto del valore economico della pittura". Nello stesso secolo anche Roger de Piles sostiene "l'esperienza dell'arte una pratica anche mondana e commerciale: l'occhio del conoscitore (...) nobilita l'opera conferendole un ceppo storico, una provenienza geografica e un valore economico". Se pure in Gran Bretagna nel XVIII secolo il conoscitore d’arte è oggetto di aspre polemiche, si tratta comunque di una figura di cui gli artisti e il mercato devono tenere conto.
Dalla fine del XX secolo il sistema dell'arte cresce grazie a "nuovi fattori di sviluppo" quali la "presenza di un pubblico reale e potenziale infinitamente più ampio" e l'aumento di interesse per l'arte contemporanea "dovuto a elementi di moda, di gusto, di nuove economie (...) grazie alla diffusione mondiale dei fenomeni relativi all'arte, che ha determinato il coinvolgimento di un'audience nuova". Divengono inoltre evidenti "i mutamenti pratici nel sistema dell'arte (...) con l'ascesa di componenti un tempo ritenute accessorie: il moltiplicarsi di biennali, di fiere e di aste sancisce la necessità di concentrare la fruizione dell'arte contemporanea in un sistema che altrimenti è geograficamente sempre più diffuso, e stabilisce - attraverso le aste - una sorta di controllo economico mondialmente riconosciuto del valore di ogni singolo artista".
La scena dell'arte contemporanea pone il marketing e la distribuzione in primo piano. Gli artisti si relazionano con i compratori anzitutto esponendo in gallerie e musei. Gli acquirenti si appoggiano a una complessa rete di ricognitori per ottenere le prime informazioni sulla migliore offerta. Talvolta "nel mondo dell'arte contemporanea il branding" può perfino "sostituire il giudizio critico".
"Oltre all'impegno di natura commerciale dei mercanti, c'è quello dei collezionisti che difendono e cercano di valorizzare i loro acquisti, quello della critica d'arte che lavora sul piano della promozione e del riconoscimento culturale delle opere, e c'è anche quello dei direttori e curatori di musei. Il ruolo di questi ultimi è essenziale non solo, come è ovvio, per la legittimazione dei valori (con funzione storicizzante) sul piano culturale, ma anche su quello economico sia perché i musei rappresentano una parte molto importante della domanda (collezionismo pubblico), sia perché la 'consacrazione' museale è per un artista un prestigioso valore aggiunto che si riverbera su tutta la sua produzione".
"Dunque, dal punto di vista sociologico, la produzione di un'opera d'arte (...) non dipende solo dall'artista, ma è il risultato dell'azione di tutti i principali attori del sistema dell'arte": "le grandi opere (...) non vengono realizzate unicamente dagli artisti e dai loro assistenti, ma anche dai galleristi, dai curatori, dai critici e dai collezionisti che ne 'sostengono' la produzione". In tale contesto il museo d'arte contemporanea "è l'anello di congiunzione tra creazione e mercato" che interviene "direttamente sul mercato con la politica degli acquisti e delle mostre, valorizzando (nel senso di dare un valore monetario) questo o quell'artista, questa o quella corrente".
Acquirenti e committenti rappresentano i partner silenti degli artisti, mentre i distributori avvicinano produttori e consumatori: l'interazione fra i diversi protagonisti è l'essenza stessa del mercato dell'arte. La creazione di opere d'arte dipende da fattori sia interni sia esterni: i primi includono l'ispirazione, la necessità di denaro, il desiderio di fama e la sfida nei confronti di stili e di creazioni precedenti. I fattori esterni comprendono i materiali e i media utilizzati per la creazione artistica, il tipo di committenza e le reti di distribuzione.
"La struttura del mercato dell'arte contemporanea è notevolmente articolata e stratificata, e per questo sembra senz'altro più opportuno parlare di vari mercati, per molti aspetti non collegati fra loro. I mercanti e le gallerie d'arte non rappresentano affatto una categoria omogenea, ma si devono dividere in varie sottocategorie, in relazione alle differenti funzioni specifiche che svolgono ai diversi livelli di mercato, e in rapporto ai diversi tipi di prodotti oggetto del loro commercio": mercanti che operano su scala internazionale o a livello locale, e che trattano artisti noti o nuove proposte in relazione a vari generi o scuole.
Allo stesso modo "gli acquirenti di opere d'arte possono essere distinti in due macrocategorie: chi acquista (...) per il puro piacere (...) e chi al contrario (...) a mero scopo d'investimento. Queste due categorie hanno strategie di acquisto assolutamente opposte: nella prima prevalgono gli aspetti emozionali ed estetici mentre nella seconda prevalgono calcoli esclusivamente speculativi”.
Parallelamente "le grandi case d'asta internazionali e nazionali hanno (...) un'importanza cruciale nell'ambito del sistema dell'arte contemporanea, in quanto rappresentano (...) le strutture finanziariamente e strategicamente più potenti e organizzate nell'ambito dell'attività del mercato secondario dei valori artistici affermati".

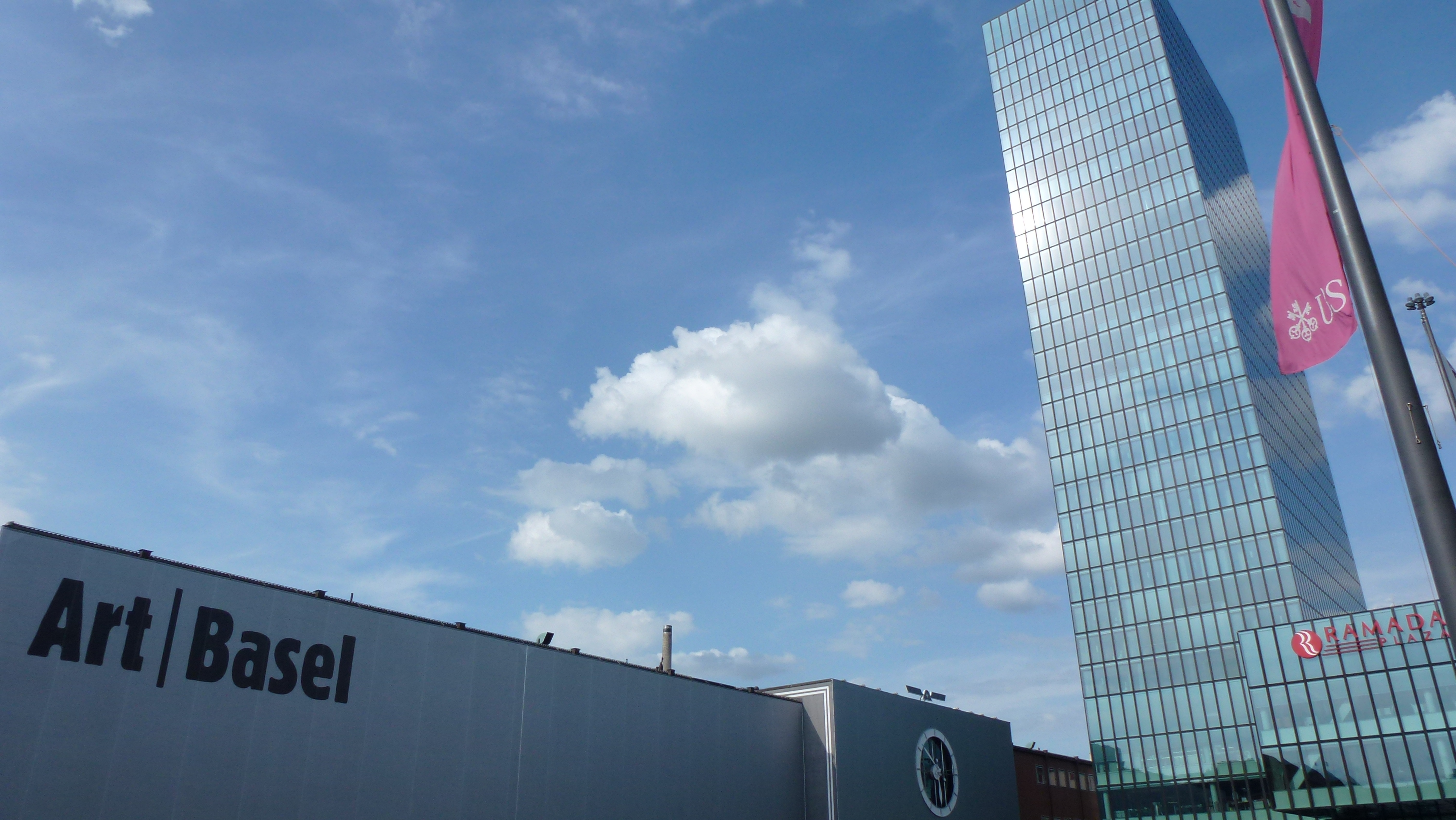
Art Basel, 2012

Inoltre "le fiere dell'arte contemporanea rappresentano il trionfo esplicito della dimensione commerciale che si oppone, a livello di massima visibilità, alla dimensione culturale delle grandi manifestazioni espositive periodiche come la Biennale di Venezia o Documenta di Kassel e a quella dell'attività espositiva dei musei. La nascita delle fiere intorno al 1970 (...) e il loro consistente sviluppo in molti paesi (...) ha determinato una novità significativa rispetto al passato, non solo perché sono un segno della grossa crescita delle strutture di mercato, ma anche e soprattutto perché hanno definitivamente spazzato via ogni residua forma di occultamento dell'immagine dell'arte come merce. Sono esposizioni che coinvolgono un grande pubblico, oltre agli addetti ai lavori, ma che mortificano ogni possibilità di seria fruizione estetica". "L'invenzione della fiera d'arte", come Art Basel, "risponde perfettamente" all'esigenza "sempre più accentuata del pubblico a voler vedere, recepire, conoscere e valutare l'arte contemporanea il più rapidamente possibile, con una sorta di programmata full immersion che consenta in due o tre giorni di respirare l'atmosfera di novità che la galleria è in grado di restituirgli". D'altro canto "la fiera è una manifestazione (...) in cui la ressa e il sovraffollamento di opere negli stand impediscono di apprezzare a fondo i lavori esposti".
Per contro la "funzione del pubblico (...) ha un grande peso per quello che riguarda il consolidamento e allargamento del successo di artisti e opere, ma non incide per nulla nella prima fase di selezione e affermazione dei nuovi artisti e delle nuove tendenze, dove contano solo gli addetti ai lavori e il pubblico ristretto del microambiente artistico". "La preponderanza assoluta data al fattore economico esalta la funzione egemonica di quelle componenti che vi hanno a che fare direttamente - gallerie e collezionisti - ma al contempo stabilisce fortissime gerarchie all'interno di queste: solo le gallerie economicamente forti, come i collezionisti dotati di mezzi ingenti, possono determinare il gusto del mercato, mentre (...) sono le altre componenti del mondo dell'arte a subire le ripercussioni maggiori: la figura del critico si trasforma in quella del curatore, abdicando parzialmente ai criteri di scelta in favore di quelli dell'informazione e della presentazione dell'esistente; lo stesso avviene per il museo, destinato principalmente alla consacrazione e non più alla riflessione storico-critica, mentre anche il pubblico esce abbagliato da proposte sostenute da abili strategie di marketing, a loro volta legate al maggiore o minore impegno di capitali. Infine, l'artista (...) subisce i contraccolpi di questi mutamenti (...), che vanno dal rispetto di regole non scritte per la conquista della scena, alla competizione esasperata dalla globalizzazione del mercato, alla necessità di un cambiamento linguistico talvolta radicale (...) alla spettacolarizzazione e alla monumentalizzazione mediatica dell'opera d'arte" in cui "il rinnovamento del linguaggio" viene posto "in posizione decisamente subalterna rispetto al soddisfacimento del trend corrente". "Nel sistema (...) globalizzato (...) l'artista si misura immediatamente con il resto del mondo".
In sintesi, "si può considerare il sistema dell'arte come un sistema economico che ruota attorno a un prodotto - l'opera d'arte -, la cui peculiarità sta nell'imporre a ogni costo un certo crisma di qualità, molto più impalpabile e difficile da quantificare rispetto ad altri prodotti e più in competizione all'interno della medesima categoria commerciale, dove però la caratteristica della novità costituisce gran parte dei requisiti per il successo. Il sistema dell'arte, al cui interno operano artisti, critici, galleristi, istituzioni museali, collezionisti (figure che possono sovrapporsi e confondersi), comprende la produzione, la diffusione e il collocamento di un prodotto assolutamente superfluo, appartenente ai cosiddetti beni di lusso, ma al contempo assolutamente necessario, perché riconosciuto universalmente come espressione più alta di ogni cultura. La capacità di proporre, forse anche di imporre, un modello artistico rispetto a un altro diventa dunque un elemento strategico per tutto ciò che comporta interpretazione del mondo, aspettative, stile di vita dei gruppi sociali che vi si avvicinano. In questo senso se ne può dedurre anche una valenza politica non indifferente".